# Quốc huy Ghana

Quốc huy Ghana hiện nay chính thức được nữ hoàng Elizabeth II của Liên Hiệp Anh giới thiệu vào ngày 4 tháng 3 năm 1957.
Quốc huy của Ghana thể hiện hình ảnh một chiếc khiên màu xanh dương được chia là bốn phần bởi cây thánh giá của thánh George (màu lục viền vàng). Ở giữa cây thánh giá là hình ảnh con sư tử vàng, thể hiện mối liên kết chặt chẽ giữa Ghana với Liên Hiệp Anh nói riêng và Khối Thịnh vượng chung Anh nói chung. Các hình ảnh trên bốn phần của chiếc khiên là:
- Góc trên bên trái: hình thanh gươm báu okyeame cổ truyền của người Ghana, thể hiện quyền lực của địa phương
- Góc trên bên phải: hình pháo đài trên bờ biển, hay cung tổng thống Ghana, đại diện cho quyền lực của chính phủ quốc gia
- Góc dưới bên trái: cây cacao, tượng trưng cho nền nông nghiệp
- Góc dưới bên phải: hình ảnh một mỏ vàng, tượng trưng sự phong phú về khoáng sản của đất nước

Phía trên chiếc khiên là hình ảnh chuỗi hạt có 3 màu đỏ, vàng, xanh lá cây là những màu sắc chính trên quốc kỳ Ghana và một ngôi sao màu đen. Hai bên chiếc khiên là hình ảnh hai con đại bàng vàng đeo trên cổ dải băng có hình quốc kỳ Ghana với ngôi sao đen. Bên dưới khiên là dòng chữ Tự do và Công lý (Freedom and Justice).

（1870-1888）
（1877-1957）